# بانة موله (مقاطعة دهلران)
بانة موله (بالفارسية: بانه موله) هي مستوطنة تقع في قسم سيدابراهيم الريفي (مقاطعة دهلران) في إيران.